# عبد الله الوكر
عبد الله الوكر مواليد 13 فبراير 1999 في ، السعودية، هو لاعب كرة قدم سعودي يلعب في نادي المزاحمية.

## مسيرة اللاعب
لعب في نادي النجمة ونادي المزاحمية.